# Guitalens
Guitalens è un comune francese soppresso di 336 abitanti situato nel dipartimento del Tarn nella regione del Midi-Pirenei.
Il 29 giugno 2007 si è fuso con il comune di Lalbarède per formare il nuovo comune di Guitalens-L'Albarède.

## Società

### Evoluzione demografica
Abitanti censiti